# ديونيسيا
ديونيسيا هو احتفال كان يتم لتكريم الإله ديونيسوس، وبالأخص الذي كان يجري في أثينا وبين الشعوب الأتيكية والأيونية في جزر بحر إيجة وآسيا الصغرى، وفي أتيكا كان هناك احتفالان يتمان سنويا:
- عيد ديونيسيا الأصغر وكان يتم في الريف لأربعة أيام بين 19 و22 ديسمبر، حيث يتم تذوق النبيذ الجديد، وكانت ترافقه الأغاني والرقص والعروض المرتجلة للفنانين الجوالين الذين اجتمعوا مع الناس آخرين من المدينة ليشاركوا ويشاهدوا الألعاب الريفية، وكانت التسلية المفضلة هي الأسكوليالموس أو الرقص على رجل واحدة على كيس جلدي ملطخ بالزيت.[1][2][3]
- عيد ديونيسيا الأكبر وكان يتم في مدينة أثينا لستة أيام بين 28 مارس و2 أبريل، وكان يتم فرحا برحيل الشتاء وقدوم الصيف، حيث كان يعتبر ديونيسوس بأنه خلص الناس من الحاجة والمتاعب في الشتاء. وكانت الطقوس الدينية كانت تظهر الصورة القديمة للإله التي جلبت من إليوثيراي إلى أثينا، من معبد قديم في لينايوم إلى الأكروبوليس ويعودون بها مجددا، ويرافقهم جوقة من الأولاد وموكب يحمل الأقنعة ويغني الديثيرامبوس (أناشيد دينية كانت تغنى على شرف ديونيسوس). وكان الاحتفال يبلغ ذروته بعرض المسرحيات التراجيدية والكوميدية والساخرة في مسرح ديونيسوس الكبير، ومن بين الاحتفالات الأخرى هناك ديونيسيوس أريوباغيتيكوس وأنثيستيريا وهناك احتفال لينايكا أو الراقود بين 28 إلى 31 يناير وفيه يتم إعداد وليمة كبيرة ويقوم السكان بتجوال على المدينة في موكب ليحضروا العروض المسرحية، وهناك احتفال أوسخوفوريا بين أكتوبر ونوفمبر، وهو احتفال للكروم حيث يقوم الشباب بحمل غصون العنب من إفيبي وهو عشرون شابا يكون اثنان منهم من قبيلة، في سباق من معبد ديونيسوس في أثينا إلى معبد أثينا سكيراس في فاليروم.